# Бурдаков, Семён Николаевич
Семён Николаевич Бурдаков (31 января 1901, Тургенево, Симбирская губерния — 19 февраля 1978, Москва) — народный комиссар внутренних дел Казахской ССР, комиссар государственной безопасности 3-го ранга, генерал-лейтенант (1945).

## Биография
Родился в селе Тургенево (ныне — в Ардатовском районе Мордовии) в семье крестьянина-бедняка (позже отец стал служащим). Русский. В ВКП(б) с июля 1924. Образование: педагогические курсы, город Ардатов, Петроградский красноармейский университет имени Н. Г. Толмачёва.
С мая по август 1919 года корректор в типографии (Ардатов).
С сентября 1919 года по май 1920 года обучался на педагогических курсах (город Ардатов).
С мая 1920 года по февраль 1921 года в Красной Армии- рядовой 29-го стрелкового полка, заведующий полковой культпросветшколой 383-го стрелкового полка.
С февраля по декабрь 1921 года обучался в Петроградском красноармейском университет им. Н. Г. Толмачева.
С декабря 1921 года по февраль 1922 года не работал из-за болезни.
С марта по август 1922 года заведующий клубом и театром Ардатовского политпросвета.
С сентября 1922 года служит в органах ОГПУ помощником уполномоченного и уполномоченным Симбирского губ. отдела ГПУ по Ардатовскому, Сызранскому уездам, затем, начальник отделения уездного аппарата Симбирскогo губ. отд. ГПУ.
С 1 октября 1926 года начальник СО Ульяновского губ. отд. ГПУ.
С марта 1928 года начальник отделения Чимкентского губ. — окр. отд. ГПУ.
С 1930 года заместитель начальника Чимкентского окр. отд. ГПУ, впоследствии начальник ИНФО Чимкентского оперативного сектора ГПУ.
С марта 1931 года начальник СПО Чимкентского оперативного сектора ГПУ.
С сентября 1932 года помощник начальника Актюбинского областного отд. ГПУ.
С октября 1933 года по март 1934 года слушатель Курсов высшего руководящего состава ОГПУ СССР.
С марта по октябрь 1934 года помощник начальника Актюбинского областного отд. ГПУ.
С 15 октября 1934 года член специальной коллегии Казахского отд. Верховного суда РСФСР.
С февраля 1937 года занимал должности: заместитель председателя Казахского отд. Верховного суда РСФСР, член специальной Коллегии Верховного суда КазССР, заместитель председателя специальной коллегии Верховного суда КазССР.
С ноября 1938 года заведующий отделом советской торговли ЦК КП(б) Казахстана.
В органах НКВД — МВД:
С 3 января 1939 года нарком внутренних дел КазССР.
С 8 октября 1940 года начальник Управления топливной промышленности ГУЛАГ НКВД СССР.
С 26 февраля 1941 года начальник Управления Лагерей топливной промышленности НКВД СССР.
С 8 мая 1941 года начальник Управления Ухто-Ижемского ИТЛ, начальник Ухто-Ижемского комбината НКВД — МВД.
С февраля 1947 года управляющий трестом «Башнефтестрой».
С 16 декабря 1947 года начальник Туймазинского ИТЛ, г. Октябрьск.
С 6 июля 1948 года начальник Управления Строительства № 16 и ИТЛ (Китойский ИТЛ) МВД.
С марта 1956 года начальник Строительства № 76 п/я 35, г. Мелекесс.
С марта 1958 года пенсионер.
С декабря 1960 года по май 1961 года заместитель управляющего ремонтно-строительного треста (Москва).
С сентября 1961 года по декабрь 1962 года заместитель начальника Управления подводно-технических работ (Москва).
С декабря 1962 года по декабрь 1963 года заместитель начальника отдела Министерства строительства РСФСР.
С июля 1964 года по январь 1965 года старший консультант Президиума АН СССР.
С марта 1966 года по август 1967 года директор Дирекции строительства зданий Госплана СССР.
С марта 1968 по март 1972 года старший инженер диспетчерского отдела «Союзгазификации» (Министерство газовой промышленности СССР).
С марта 1972 года на пенсии. Жил в Москве.
Умер 19 февраля 1978 года в г. Москве.
Депутат Верховного Совета СССР 2-4 созывов.

Могила Бурдакова на Новодевичьем кладбище Москвы.

## Звания
- Майор государственной безопасности — 03.01.1939;
- Старший майор государственной безопасности — 14.03.1940;
- Комиссар государственной безопасности — 14.02.1943;
- Комиссар государственной безопасности 3-го ранга — 14.04.1945;
- Генерал-лейтенант — 09.07.1945.

В книге «А было все так» Чиркова Ю. И. упоминается, что Бурдаков уже в 1940 г. был в звании комиссара государственной безопасности.

## Награды
- Орден Ленина — 13.12.1944 — за освоение Ухтинского района и добычу нефти
- Орден Ленина — 30.04.1946 — за выслугу лет
- Орден Красного Знамени — 26.04.1940 — за выполнение заданий правительства
- Орден Красного Знамени — 03.11.1944 — за выслугу лет
- Орден Отечественной войны I степени — 21.08.1946
- Орден Красной Звезды — 15.09.1943 — за строительство железной дороги «Воркута — Котлас — Коноша» и за освоение Печорского угольного бассейна